# Psilotrichum tomentosum
Psilotrichum tomentosum är en amarantväxtart som beskrevs av Emilio Chiovenda. Psilotrichum tomentosum ingår i släktet Psilotrichum och familjen amarantväxter. Inga underarter finns listade i Catalogue of Life.